# Dizrhythmia (album)
Dizrhythmia is het eerste album van de Britse progressieve-rockband Dizrhythmia.  
De muziek op het album is een mengeling van westerse en Indiase muziek. De basis is rockmuziek. 

## Tracklist
1. Dizrhythmia - 4:19 – (Jakszyk, Thompson)
2. Standing in the Rain - 8:01 – (Jakszyk)
3. It Will Only End in Tears - 5:44 – (Jakszyk)
4. Katy Goes to School - 6:51  - (Jakszyk)
5. Walking on the Cracks  3:07  (Harrison, Dinesh, Jakszyk)
6. 8000 Miles - 6:13 – (Jakszyk)
7. What Katy Did Next - 2:40 – (Jakszyk)
8. A Grown Man Immersed in Tin-Tin - 5:45 (Jakszyk, Blegvad)

## Bezetting
- Jakko Jakszyk - gitaar, zang, piano, synthesizer, dwarsfluit
- Gavin Harrison - slagwerk, percussie, marimba
- Danny Thompson
- Pandit Dinesh - percussie

met medewerking van:
- B.J. Cole - gitaar
- Dave Stewart - piano
- Peter Blegvad - zang, teksten
- Bobby Harrison